# Чеська вулиця (Київ)
Че́ська ву́лиця — вулиця в Печерському районі міста Києва, місцевості Саперне поле, Чорна гора. Пролягає від вулиці Джона Маккейна до Товарної вулиці. 
Прилучаються бульвар Миколи Міхновського (ділить вулицю на дві частини, між якими неможливий прямий проїзд) та Лубенська вулиця.

## Історія
Вулиця виникла в середині XX століття під неофіційною назвою Варваринська. Сучасна назва — з 1958 року.
На деяких вуличних вказівниках назва з помилкою: вулиця Чешська.